# Бартелемі Тімоньє
Бартелемі Тімоньє (19 серпня 1793, Л'Арбрель — 5 липня 1857, Амплепюї) — французький винахідник, якому приписують винайдення першої швейної машини, яка повторювала шиття вручну. Він народився в Л'Арбрель, в Роні у Франції.